# KkStB 69 sorozat
A kkStB 69 sorozat az első és legerősebb fogaskerekesgőzmozdony-sorozata volt a Lokalbahn Eisenerz-Vordernberg-nek (Erzbergbahn).

## Története
Az első négy mozdony az Abt rendszerű fogaskerekes pályán 1891-ben állt üzembe. 1892-ben ezeket újabb négy követte, és 1893-ban még kettő ugyanabból az építési formából. 1898 és 1908 között még nyolc mozdony épült, melyeknek a tulajdonosa már a császári és Királyi Osztrák Államvasutak (kkStB) volt. A besorolásuk akkoriban kkStB 69.01–18 pályaszámtartomány volt.
A sebesség a fogaskerekű pályán  12 km/h-ról fokozatosan nőtt és 1920-ban elérte 20 km/h-t

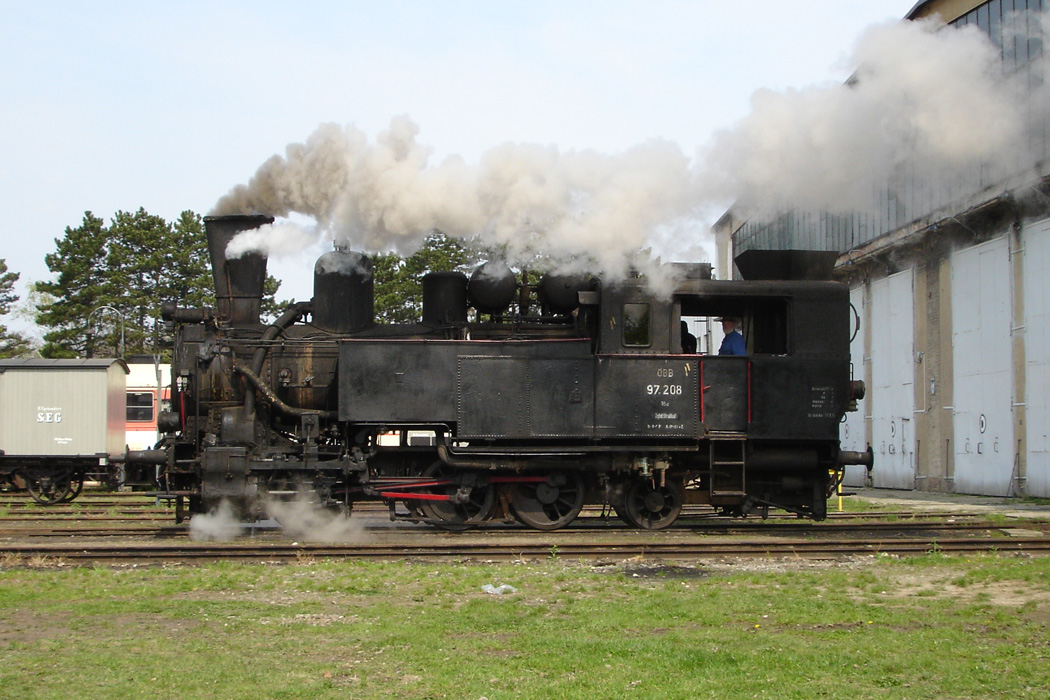
Az ÖBB 97.208 a Strasshofi Vasútmúzeumban

1938 márciusában mind a 18 mozdony  a Német Birodalmi Vasút állományába került, ahol 97.201-218 pályaszámokat kaptak. Később az Osztrák Szövetségi Vasutak (Österreichische Bundesbahnen, ÖBB) ezeken a pályaszámokon üzemeltette őket 1953-ig.
1942-ben két mozdony más vasutakhoz került (Thüringiába és Magyarországra), ám hamarosan visszatértek az Erzbergbahnhoz. 1944-ben az egyik mozdonyt eladták.
A 97.203, 208, 212, 215 és 217 pályaszámú mozdonyokba Giesl-Ejektort építettek be.
A fogaskerekes üzem 1978-as befejeztével a még meglévő feleslegesé vált mozdonyokat megőrizték. Néhány mozdonyemlékmű működőképes a sorozatból: a Strasshofi Vasútmúzeumban (fogaskerekű gépezet nélkül) Alsó-Ausztriában, és a Darmstadt-Kranichstein-i Vasútmúzeumban Németországban. A 97.201 elemeire bontva a Bécs Műszaki Múzeumban volt kiállítva, hogy a látogatóknak bemutathassák a gőzmozdony belső működését. Mára az Erzbergbahn egyesületnél található.

### A sorozatból megőrzött mozdonyok
| Pályaszám | Gyártási idő | Tulajdonos                                                                                        |
| --------- | ------------ | ------------------------------------------------------------------------------------------------- |
| 97.201    | 1890         | Kölcsönben a Erzbergbahn egyesületnél mint látványosság Vordernbergben                            |
| 97.203    | 1890         | Südburgenländische Regionalbahn / Kiállítva: Großpetersdorf                                       |
| 97.208    | 1892         | Műszaki Múzeum Bécs / Vasútmúzeum Strasshof (Megjegyzés: Fogaskerékmeghajtás kiépítve; Üzemképes) |
| 97.210    | 1893         | Vasútmúzeum Darmstadt-Kranichstein (2004-ig üzemképes)                                            |
| 97.217    | 1908         | Vordernbergi Fogaskerekű Vasútegylet / Kiállítva: Vordernbergben                                  |

## Fordítás
Ez a szócikk részben vagy egészben  a   kkStB 69 című német Wikipédia-szócikk fordításán alapul.  Az eredeti cikk szerkesztőit annak laptörténete sorolja fel. Ez a jelzés csupán a megfogalmazás eredetét és a szerzői jogokat jelzi, nem szolgál a cikkben szereplő információk forrásmegjelöléseként.

## Képek
- ÖBB 97.208 Strsshofban
- 97.217 Vordembergben. [2016. március 4-i dátummal az eredetiből archiválva]. (Hozzáférés: 2011. június 10.)
- 97.210[halott link]